# Seznam vojaških kratic na C
To je seznam vojaških kratic, ki se pričnejo s črko C.

## Seznam
- C (angleško Cargo) je ameriška kratica, ki označuje Transportno.
- CAD (angleško Civil Aid Department) označuje Civilni oddelek za pomoč.
- CALCM
- CAP
- CC (angleško Combat Command) je ameriška kratica, ki označuje Bojno poveljstvo.
- CDR je slovenska vojaška kratica, ki označuje Center za doktrino in razvoj Slovenske vojske.
- CENTCOM
- CFE
- CG
- CGN
- CH
- CIC (francosko Compagnie d'Instruction des Cadres) označuje Četa za vadbo kadrov.
- CIDG (angleško Civilian Irregular Defense Groupe) označuje Civilna iregularna obramba skupina.
- CINCAFSOUTH (angleško Commander-in-Chieff of Allied Forces South) je ameriška kratica, ki označuje Poveljnik zavezniških sil v Južni Evropi.
- CINCLANTFLT
- CINCPACFLT
- CIWS
- CNVD
- CO (angleško Commissioned Officer) je ameriška kratica, ki označuje Častnik.
- COB (angleško Chief of the Boat) je ameriška kratica, ki označuje Šef ladje.
- COIN (angleško Counter-Insurgency) označuje Protiuporniški(a).
- COMAIRCENT (angleško Commander of Allied Air Forces Central) je ameriška kratica, ki označuje Poveljnik zavezniških zračnih sil v Srednji Evropi.
- COMEUCOM (angleško Commander, United States European Command) je ameriška kratica, ki označuje Poveljnik Evropskega poveljništva Združenih držav.
- CONUS (angleško Continental United States) je ameriška kratica, ki označuje Celinske ZDA.
- COP:

- (angleško Covert Observation Post) označuje Prikrita opazovalna postaja.
- (angleško Close Observation Platoon) označuje Bližje opazovalni vod.

- CP (francosko Compagnie de Passage) je oznaka za Prehodna četa.
- CQB (angleško Close Quaters Battle) označuje Bitka v zaprtih prostorih.
- CQBR
- CRC (angleško Control and Reporting Center) je oznaka za Kontrolni in javljalni center.
- CRW (angleško Counter Revolutionary Warfare) označuje Protirevolucijsko vojskovanje.
- CT lahko pomeni:

- (angleško Communist terrorist) - komunistični terorist
- (angleško Counter terrorism) - protiterorističen

- CT/HRU (angleško Counter-Terorist/Hostage Rescue Unit) označuje Protiteroristična enota za reševanje talcev.
- CTT (angleško Counter-Terrorism Team) označuje Protiteroristična ekipa.
- CV
- CVL
- CVN
- CVŠ je slovenska vojaška kratica, ki označuje Center vojaških šol Slovenske vojske.
- CVW
- CVWR